# Повхатан (Луїзіана)
Повхатан (англ. Powhatan) — селище (англ. village) в США, в окрузі Начітош штату Луїзіана. Населення — 101 особа (2020).

## Географія
Повхатан розташований за координатами 31°52′26″ пн. ш. 93°12′12″ зх. д. / 31.87389° пн. ш. 93.20333° зх. д. (31.873775, -93.203239).  За даними Бюро перепису населення США в 2010 році селище мало площу 1,39 км², уся площа — суходіл.

### Клімат
| Клімат : Повхатан     | Клімат : Повхатан | Клімат : Повхатан | Клімат : Повхатан | Клімат : Повхатан | Клімат : Повхатан | Клімат : Повхатан | Клімат : Повхатан | Клімат : Повхатан | Клімат : Повхатан | Клімат : Повхатан | Клімат : Повхатан | Клімат : Повхатан | Клімат : Повхатан |
| Показник              | Січ.              | Лют.              | Бер.              | Квіт.             | Трав.             | Черв.             | Лип.              | Серп.             | Вер.              | Жовт.             | Лист.             | Груд.             | Рік               |
| Середній максимум, °C | 16,1              | 17,8              | 21,7              | 25,0              | 28,9              | 31,7              | 32,8              | 32,8              | 30,6              | 26,7              | 21,7              | 17,2              | 25,3              |
| Середній мінімум, °C  | 5,0               | 6,7               | 10,6              | 13,9              | 18,9              | 22,2              | 23,3              | 23,3              | 20,6              | 15,0              | 10,0              | 6,1               | 14,7              |
| Норма опадів, мм      | 140               | 84                | 89                | 91                | 155               | 155               | 130               | 122               | 152               | 99                | 117               | 117               | 1453              |
| --------------------- | ----------------- | ----------------- | ----------------- | ----------------- | ----------------- | ----------------- | ----------------- | ----------------- | ----------------- | ----------------- | ----------------- | ----------------- | ----------------- |
| Джерело: Weatherbase  |                   |                   |                   |                   |                   |                   |                   |                   |                   |                   |                   |                   |                   |

## Демографія
Згідно з переписом 2010 року, у селищі мешкало 135 осіб у 62 домогосподарствах у складі 36 родин. Густота населення становила 97 осіб/км².  Було 74 помешкання (53/км²).
Расовий склад населення:
| - 69,6 % — чорних або афроамериканців - 25,2 % — білих - 0,7 % — корінних американців - 3,7 % — осіб інших рас |

До двох чи більше рас належало 0,7 %. Частка іспаномовних становила 5,2 % від усіх жителів.
За віковим діапазоном населення розподілялося таким чином: 28,1 % — особи молодші 18 років, 45,2 % — особи у віці 18—64 років, 26,7 % — особи у віці 65 років та старші. Медіана віку мешканця становила 46,3 року. На 100 осіб жіночої статі у селищі припадало 92,9 чоловіків;  на 100 жінок у віці від 18 років та старших — 79,6 чоловіків також старших 18 років.
За межею бідності перебувало 38,1 % осіб, у тому числі 57,1 % дітей у віці до 18 років та 46,7 % осіб у віці 65 років та старших.
Цивільне працевлаштоване населення становило 34 особи. Основні галузі зайнятості: виробництво — 23,5 %, освіта, охорона здоров'я та соціальна допомога — 23,5 %, оптова торгівля — 17,6 %, мистецтво, розваги та відпочинок — 14,7 %.